# Els amors de l'Anaïs
Els amors de l'Anaïs (originalment en francès, Les Amours d'Anaïs) és una pel·lícula francesa del 2021 dirigida per Charline Bourgeois-Tacquet. La pel·lícula es va rodar a París i Bretanya, sobretot a la platja de Mez an aod à Beg léguer a Lannion, a la Policlínica de Trégor, al castell de Kerduel a Pleumeur-Bodou i a l'estació de Guingamp.
El 4 de març de 2022 es va estrenar el doblatge i la versió subtitulada en català, distribuïda per Movie Films.

## Sinopsi
La jove Anaïs té una relació que no acaba de rutllar i aleshores coneix en Daniel, un home madur que de seguida s'enamora d'ella. Però ell viu amb l'Émilie, una escriptora que fascina l'Anaïs per la seva seguretat. Uns fets inesperats l'obligaran a reconsiderar la seva manera d'entendre la vida.

## Repartiment
- Anaïs Demoustier: Anaïs
- Valeria Bruni Tedeschi: Emilie
- Denis Podalydès: Daniel Moreau-Babin (DMB)
- Christophe Montenez: Raoul, l'exnòvio de l'Anaïs
- Xavier Guelfi: Balthazar, el germà de l'Anaïs
- Anne Canovas: la mare de l'Anaïs
- Bruno Todeschini: el pare de l'Anaïs
- Grégoire Oestermann: el director de tesi de l'Anaïs
- Marie-Armelle Deguy: la propietària de l'apartament de l'Anaïs
- Seong-Young Kim: el turista coreà
- Estelle Cheon: la turista coreana
- Annie Mercier: Odile, la propietària del castell
- Jean-Charles Clichet: Yoann, el manetes el castell